# Georg von Cancrin
El conde Georg von Cancrin o Yegor Frántsevich Kankrín (en ruso: Его́р Фра́нцевич Канкри́н, Hanau, 16 de noviembre de 1774 - San Petersburgo, 10 de septiembre de 1845) fue un militar y político del Imperio ruso. Este erudito fue general de infantería, ministro de Finanzas (22 de abril de 1823-1 de mayo de 1844) y director general del cuerpo de ingenieros de minas de Rusia, entre otras dignidades. Era hijo del mineralogista alemán Franz Ludwig von Cancrin (1738-1816) y pertenecía a una familia de la vieja burguesía de Hesse.

## Biografía

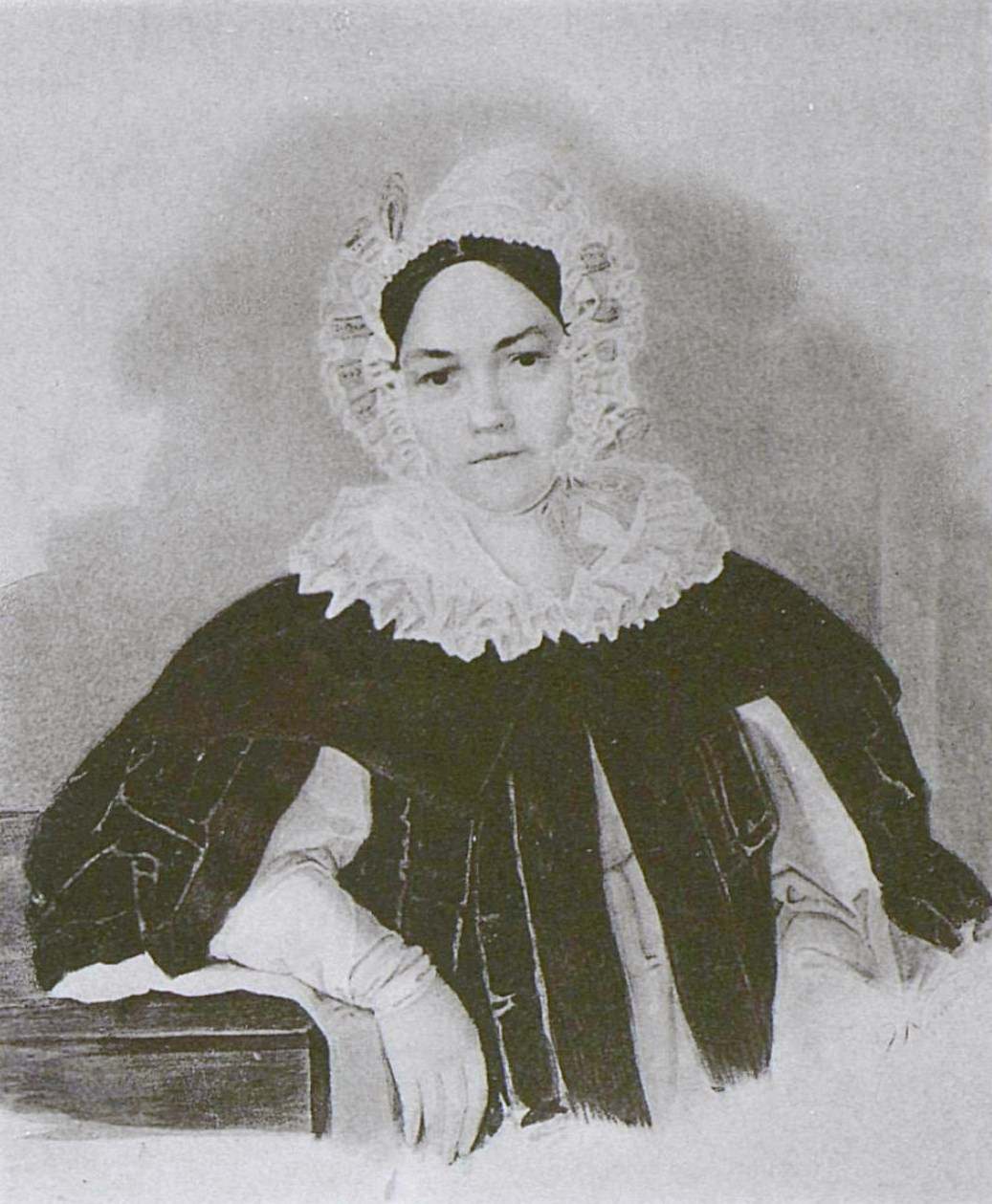
Yekaterina Kankriná, mujer de von Cancrin, en la década de 1830.

Bautizado con el nombre de Daniel Ludwig Cancrin, de 1790 a 1794 estudió ciencias jurídicas y políticas en Gießen y Marburgo. En 1796 escribió la novela fantástica Dagobert: Geschichte aus dem jetzigen Freiheitskriege, inspirada en gran medida por la Revolución francesa. Tras concluir sus estudios, se pone al servicio del Estado de Anhalt-Bernburg. 
En 1797, Daniel von Cancrin acompañó a su padre, el mineralogista Franz von Cancrin al Imperio ruso. Tras un periodo en la administración del banco de Abraham Peretz, de quien aprenderá valiosos conocimientos que influirán en el desempeño del futuro ministro de Finanzas, se pondrá al servicio del Imperio bajo el nombre Yegor Frántsevich Cancrín.
El padre y el hijo trabajarán juntos en las salinas de Stáraya Rusa, hasta que Georg entra en 1803 en el ministerio del Interior, donde ocupará sobre todo de la producción de sal. Más tarde sería transferido a la administración militar.
Georg von Cancrin se casó en 1816 con Yekaterina Zajárievna Muraviova (1795-1849), pariente del general Barclay de Tolly y del emperador Alejandro I, que le dio cuatro hijos y dos hijas.

### Carrera militar
Designado consejero en 1805, fue nombrado en 1809 inspector de las colonias extranjeras en San Petersburgo y publica ese mismo año Fragmente über die Kriegskunst nach Gesichtspunkten der militärischen Philosophie, obra en la inventaría las bazas estratégicos de Rusia en caso de invasión extranjera, como sería francesa. Esta obra premonitoria, visiblemente poco leída en Francia, predijo el desastre de la Campaña de Rusia e inspiró fuertemente la táctica de la tierra quemada aplicada por el general Mijaíl Barclay de Tolly.
En 1811, Georg von Cancrin fue admitido en el Consejo Imperial, y al año siguiente fue nombrado general intendente del ejército del Oeste en 1812. Fue nombrado mayor general y escribió una obra sobre la alimentación de las tropas en 1818. Participó en las negociaciones concernientes al montante de las indemnizaciones de guerra debidas a Rusia tras e conflicto franco-ruso, consiguiendo de Francia la suma de 30 millones de francos, lo que le valió la promoción al rango de general en 1813.
Su excelente gestión tras este éxito, llamaron la atención de Alejandro I que lo nombra ese mismo año general intendente de todos los ejércitos. El llevar a bien estas gestiones le hizo ganar enemigos que lo acusaron de malversar fondos durante las negociaciones de 1813, acusación que no fue probada, pero que durante largo tiempo mancharía su reputación, por lo que propone su dimisión en 1820, que fue rechazada por el zar, que lo promovió a su Consejo de Guerra, renovándole su confianza.

### Carrera política

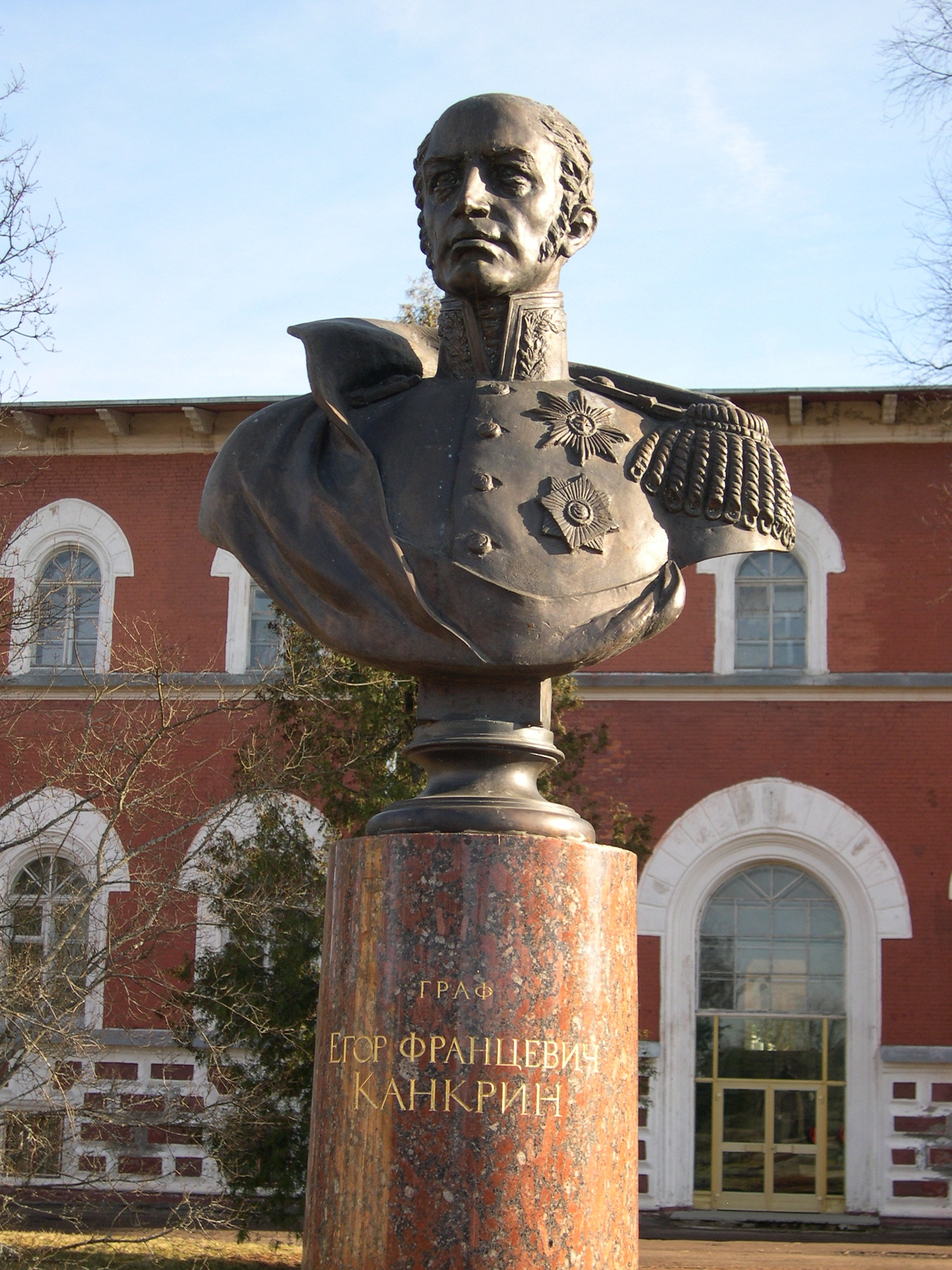
Busto de von Cancrin en Lísino-Korpus, óblast de Leningrado, Rusia.

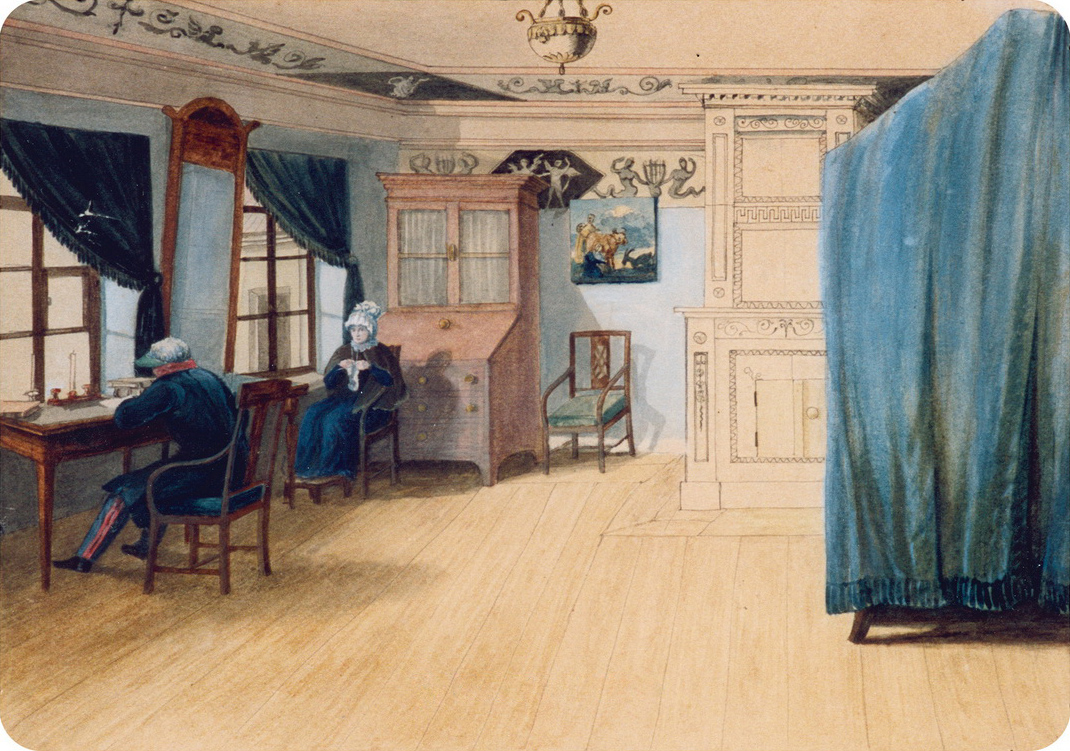
El conde Yegor Kankrín trabajando.

Alejandro I le confía el ministerio de Finanzas en 1823, substituyendo al conde Dmitri Gúriev, cuya política Cancrin había criticado largamente en su obra Weltreichtum, Nationalreichtum und Staatswirtschaft, aparecida en 1821.
Ardiente revolucionario en su juventud, Cancrin viró a posiciones muy conservadoras: se posiciona en contra de la construcción del ferrocarril y la abolición de la servidumbre. Rehízo el sistema financiero del Imperio ruso y reflotó rápidamente y duraderamente las finanzas de la Corona: en 1840 ordenó emitir el "billete de depósito" a la vez que circulaban el rublo plata y los asignados. Fue un verdadero éxito, los asignados fueron poco a poco retirados de la circulación, y la moneda del Imperio ruso se compuso únicamente de piezas de oro y plata y de un papel moneda que podía reembolsarse al mismo valor.
El desarrollo de la industria fue fulgurante, aunque Cancrin siguió persuadido de la viabilidad del modelo económico tradicional, gracias al aumento de la construcción de nuevas fábricas, la producción se decuplicó y Rusia conoció un fuerte ascenso de sus exportaciones. La oposición casi visceral de Cancrin a la iniciativa privada le hizo cometer abusos de poder, rápidamente corregidos por el soberano que le conservó en todo momento su estima.
Sin embargo, consciente de las crecientes necesidades del Imperio de ejecutivos y técnicos, necesidades a las que los miembros de la aristocracia rusa eran reacios o incapaces de cumplir, planteó en 1827 a Nicolas I el rediseño de la situación de los ciudadanos y la creación de una burguesía de Estado hereditaria, ciudadanos de honor distintos de la nobleza, una nueva clase social que se establecería el 10 de abril de 1832. Promovió, quizá en agradecimiento al banquero Abraham Peretz, la integración de los judíos rusos a este nuevo estatus.
Durante los veintiún años de su mandato, aumentó de manera significativa los ingresos públicos por su hábil administración. Fundó escuelas de comercio, navegación, de las aguas y forestales, así como de ingeniería, ganándose el apodo Colbert ruso.
El 22 de septiembre de 1829, Yegor Frántsevich Cancrin fue elevado a la dignidad de conde del Imperio. El zar intervino personalmente en el diseño de las armas, signo de la estima y el afecto que el zar tenía hacia el gran servidor del Estado, cuyo lema era Labore.
En 1844, fue sustituido por razones de salud por Fiódor Vrónchenko, uno de sus discípulos. El Emperador aceptó su renuncia por la promesa de continuar su participación activa en la administración del Imperio como senador. Una vez libre de movimientos, el senador Cancrin viajó en mayo de ese año a los balnearios de Alemania y más tarde a descansar en París.
Regresó a San Petersburgo al año siguiente, publicó Die Oekonomie der menschlichen Gesellschaften, una especie de testamento político, donde realizó un resumen de sus líneas de acción. Murió de agotamiento 22 de septiembre de 1845 en Pávlovsk, una ciudad de la periferia de la capital.

## Obras
- Dagobert, Geschichte aus dem jetzigen Freiheitskrieg[6] (Altona - 1799)
- Fragmente über die Kriegskunst nach Gesichtspunkten der militärischen Philosophie,[7] 1809
- Essai sur l'histoire de l'économie politique des peuples modernes, jusqu'au commencement de l'année 1817[8] (París - 1818)
- Weltreichtum, Nationalreichtum und Staatswirtschaft[9] (San Petersburgo - 1821)
- Ueber die Militärökonomie im Frieden und im Krieg[10] (San Petersburgo, 1822-23, 3 volúmenes).
- Die Oekonomie der menschlichen Gesellschaften[11] (San Petersburgo - 1845)
- Aus den Reisetagebüchern des Grafen Georg Kankrin, ehemaligen kaiserlich russischen Finanzministers, aus den Jahren 1840-1845[12] Recopilado y publicado por su yerno, el conde Alexander von Keyserling (1865, 2 volúmenes).
- Im Ural und Altai, Briefwechsel zwischen Alexander von Humboldt und Graf Georg von Cancrin[13] (Leipzig - 1869, reimpreso en Bremen - 2010).

## Condecoraciones

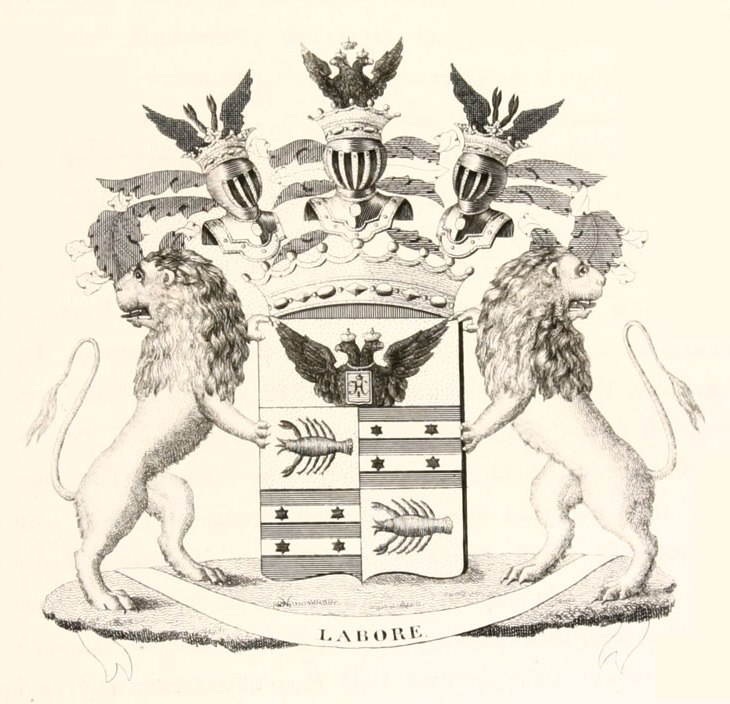
Escudo de los condes von Cancrin.

- Caballero de primera clase de la Orden de Santa Ana (11 de abril de 1813).
- Caballero de primera clase de la Orden de San Vladimiro (8 de enero de 1814).
- Orden Imperial de Leopoldo de 1ª clase (1815).
- Orden del Mérito Civil de la Corona de Baviera de I clase (1815).
- Caballero de primera clase de la Orden del Águila Roja (1816).
- Orden del Mérito Civil de 1ª clase (Sajonia, 1816).
- Caballero de la Orden de San Alejandro Nevski con diamantes (1 de enero de 1824).
- Gran cruz de la Orden de San Vladimiro (22 de agosto de 1826).
- Caballero de la Orden del Águila Blanca (1828).
- Título de conde ruso (creado el 22 de septiembre de 1829, ratificado por el senado el 25 de diciembre de 1831), con concesión de armas diseñadas por el zar.[14]
- Caballero de la Orden de San Andrés (1 de enero de 1832), con diamantes (22 de abril de 1834).
- Medalla de Honor del Imperio ruso por 35 años de servicio irreprochable (1835).